# Jeong Min-ki
Jeong Min-ki (kor. 정민기; * 9. Februar 1996) ist ein südkoreanischer Fußballspieler.

## Karriere
Jeong Min-ki erlernte das Fußballspielen in der Schulmannschaft der Sekyeong High School, in der Jugend des Sekyeong FC sowie in der Universitätsmannschaft der Chung-Ang University. Seinen ersten Profivertrag unterschrieb er im Januar 2018 beim FC Anyang. Der Verein aus Anyang spielte in der zweiten Liga. Für Anyang bestritt er 95 Ligaspiele. Im Januar 2023 wechselte er in die erste Liga. Hier schloss er sich in Jeonju den Jeonbuk Hyundai Motors an. Nach 28 Ligaspielen wechselte er Ende Juli 2024 zum ebenfalls in der ersten Liga spielenden Suwon FC. Hier bestritt er bis Saisonende 2024 ein Ligaspiel. Im Februar 2025 wechselte er auf Leihbasis zum japanischen Erstligisten Sanfrecce Hiroshima.